# Wir tanzen um die Welt
Wir tanzen um die Welt ist ein deutscher Revuefilm aus dem Jahr 1939.

## Handlung
Die Tänzerinnen aus der Schule von Jenny Hill gehören zu den gefragtesten ihrer Zunft. Auf Gastspielreisen wacht Norma als "Captain" der Truppe mit Autorität und Einfühlung über die Disziplin der Mädchen. Doch andere neiden der Jenny-Hill-Truppe ihren Erfolg. Daher setzt die Konkurrenz den attraktiven Harvey auf die Mädchen an, der Zwietracht unter den Tänzerinnen säen und die Gruppe spalten soll. Doch dank Normas wachem Blick bleibt Harveys Ansinnen ohne Erfolg. Erst als der Agent Torstone auf der Bildfläche erscheint und einigen der Tänzerinnen Versprechungen auf eine Solokarriere macht, scheint der Plan der Konkurrenz zu gelingen. Dann aber entdeckt Harvey, der längst sein Herz an Norma verloren hat, sein Gewissen und beschließt, zu handeln.

## Hintergrund
Der Film ist eine Produktion der Tobis Filmkunst GmbH. Die Dreharbeiten fanden im Juni und Juli 1939 im Theater des Volkes und im  Varietétheater Plaza in Berlin statt. Wir tanzen um die Welt feierte seine Premiere am 22. Dezember 1939 in Düsseldorf.
Neben Tanzen und jung sein ist im Film auch der durch Rudi Schuricke bekannt gewordene Schlager Einmal wirst Du wieder bei mir sein, hier gesungen von Carl Raddatz, zu hören. Beide Titel stammen aus der Feder von Willi Kollo, der auch die Idee zum Film hatte. In kleineren Rollen sind der spätere Kommissar-Darsteller aus der gleichnamigen Krimireihe, Erik Ode, und die als Schnellsprecherin bekannt gewordene Gisela Schlüter zu sehen.
Hanns-Georg Rodek nennt Wir tanzen um die Welt den „deutschen Prototyp“ jener zahllosen Musik- und Tanzfilme, mit denen Hollywood in den 1930er Jahren „Lieben und Leiden langbeiniger Revue-Girls“ auf Zelluloid gebannt hatte. Der Filmkritiker der Welt merkt nicht ohne Erstaunen an, es gebe „keinen anderen Film aus der Nazizeit, wo eine Frau derart unverhohlen eine Frau umwarb: Charlotte Thiele wies Beau Carl Raddatz ab und ließ sich von Irene von Meyendorff umschwärmen.“

## Kritik
„Wirklichkeitsfremder Revue- und Ausstattungsfilm.“